# Helga

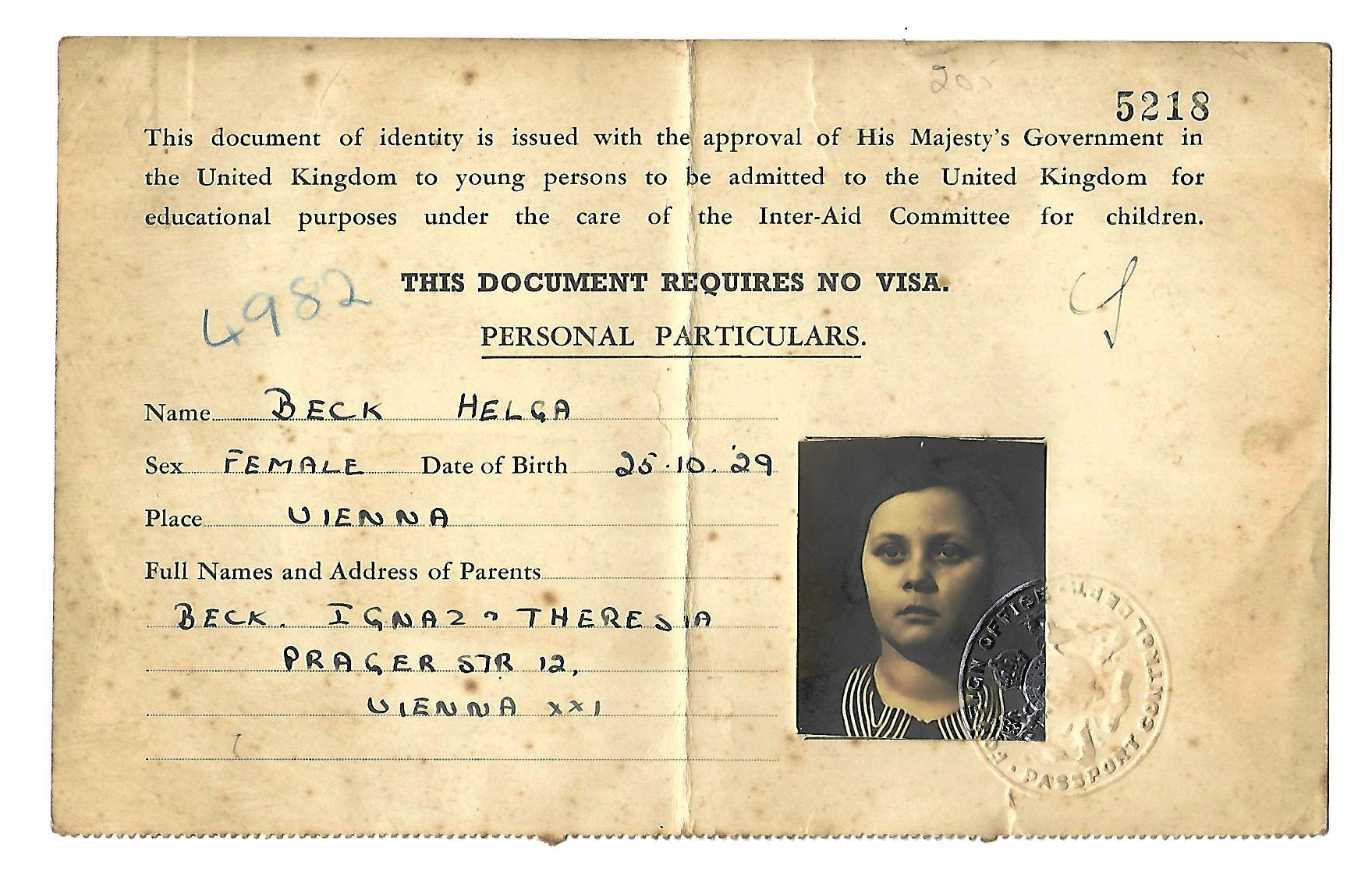
Document de voyage britannique d'une Helga - 1939.

Helga est un prénom féminin.

## Étymologie
Helga est un prénom féminin, nom propre issu du proto-norrois *Hailaga- lui-même issu de l'adjectif *hailaga- « saint », d'où procède le vieux norrois heilagr « saint, bénis », cf. islandais heilagur. Hailaga- remonte lui-même au germanique commun *hailagaz de même sens. Cet adjectif germanique hypothétique est également à l'origine du vieil anglais hāliġ, hāleġ, de l'anglais holy « saint » et de l'allemand heilig « saint ». 
La forme masculine du prénom est Helgi en ancien scandinave, anthroponyme fréquemment attesté à l'époque viking, qui pouvait aussi être féminin. On le retrouve notamment dans des toponymes normands : Heugueville (Manche, Helgevilla en 1115), Heuqueville (Eure, Helgavilla en 1035) et Heuqueville (Seine-Maritime, Heuguevilla en 1198), ainsi que dans l'ancien pays du Clos du Cotentin (Manche) nommé Helgenes.

## Répartition géographique
On attribue le prénom Helga principalement en Islande, en Scandinavie, en Allemagne et en Autriche. Il est aussi répandu en Hongrie, bien que ce pays ne soit pas de langue germanique.

## Variantes
Cet anthroponyme admet plusieurs variantes, dont les plus notables sont : Helge, Helka, Helle et Hege.
Olga (russe Ольга, ukrainien Ольга « Ol'ha », biélorusse Вольга, « Vol'ha », bulgare Олга « Ólga ») sont des formes slaves de ce prénom, emprunt au scandinave à l'époque des Varègues.

## Personnalités portant ce prénom
- Olga de Kiev ou sainte Olga, connue aussi sous le nom de Helga (vers 890-969), princesse de Kiev
- Helga Anders (1948-1986), actrice autro-allemande
- Helga Arendt (1964), sprinteuse de l'Allemagne fédérale
- Helga de la Brache (1817-1885), escroc suédoise
- Helga Dernesch (1939), soprano et mezzo soprano autrichienne
- Helga Klein (1931), athlète allemande
- Helga Labs (1940), présidente des pionniers de la RDA
- Helga Liné (1932), actrice allemande
- Helga Lindner, nageuse est-allemande (1951 - 2021)
- Helga M. Novak (1935), auteure germano-islandaise
- Helga Radtke (1962), athlète allemande
- Helga Seidler (1949), athlète et médaillée olympique allemande
- Helga Trüpel (1958), femme politique allemande
- Helga Zepp-LaRouche (1948), journaliste et femme politique allemande

### Personnages de fiction
- Helga, épouse d'Hägar dans la bande dessinée Hägar Dünor
- Helga, personnage du jeu Suikoden IV
- Helga Poufsouffle, fondatrice de la maison Poufsouffle de Poudlard dans la série Harry Potter
- Helga Von Guggen, mégère dans la série télévisée Totally Spies!
- Helga Pataki, jeune fille amoureuse de Arnold dans Hey Arnold!
- Helga Sinclair, l'un des personnages principaux d'Atlantide, l'empire perdu
- Helga, épouse de Floki incarnée par l'actrice Maude Hirst dans la série Vikings (série télévisée)

## Cinéma & télévision
- Helga, de la vie intime d'une jeune femme, film allemand sorti en 1967[4].
- Helga y Flora, série dramatique télévisée chilienne d'Omar Saavedra Santis, créée en 2020.